# Aaron Rai
Aaron Rai (3 de marzo de 1995) es un golfista profesional inglés que juega en el PGA Tour y el European Tour. Ha ganado dos veces en el Tour Europeo; el Honma Hong Kong Open 2018 y el Aberdeen Standard Investments Scottish Open 2020. Es uno de los pocos golfistas profesionales que usa dos guantes.

## Carrera profesional
Rai se convirtió en profesional en 2012. En 2014 y 2015 jugó en el PGA EuroPro Tour . Ganó el Aberdeen Standard Investments Scottish Open de 2015 después de un desempate, terminó quinto en la Orden del Mérito y fue ascendido al Challenge Tour de 2016.
Rai ocupó el puesto 18 en la Orden del Mérito del Challenge Tour 2016 y se perdió un lugar en el Tour Europeo . Su mejor resultado fue el subcampeonato conjunto en el Le Vaudreuil Golf Challenge, a un golpe del ganador, Alexander Björk .
2017 fue una temporada exitosa con Rai, con tres victorias en el Challenge Tour . En marzo ganó el Barclays Kenya Open por 3 golpes. Su madre nacida en Kenia lo abrazó en el último green, segundos después de su último golpe: Rai dijo que era su primera visita a Kenia desde que se fue en 1970. Obtuvo su segunda victoria en mayo, el Andalucía Costa del Sol Match Play 9, superando al irlandés Gavin Moynihan por 2&1 en la final de 9 hoyos. Su tercer éxito llegó en julio en el Le Vaudreuil Golf Challenge donde ganó por 5 golpes. La tercera victoria le dio una entrada inmediata al Tour Europeo . En mayo, en Walton Heath, lideró la sección internacional clasificatoria para el US Open pero no logró pasar el corte en su primer major.
En su primera temporada en el Tour Europeo, Rai tuvo cuatro resultados entre los 10 primeros y terminó la temporada 2018 en el puesto 58 en la Orden del Mérito. Su resultado más alto fue empatado en el quinto lugar en el BMW International Open y fue octavo en el Nedbank Golf Challenge en noviembre.
Rai ganó el Honma Hong Kong Open 2018, el primer evento de la temporada 2019 del European Tour . Lideraba por 6 golpes después de tres rondas, pero Matt Fitzpatrick lo empujó con fuerza, quien terminó con una ronda final de 64. La ventaja de Rai se había reducido a un golpe después de 16 hoyos, pero Fitzpatrick cometió un bogey en el 17 y, a pesar de un bogey en el último hoyo, Rai ganó por uno.
En septiembre de 2020, Rai mantuvo la ventaja de 54 hoyos en el Dubai Duty Free Irish Open, pero no pudo convertir esto en una victoria ya que John Catlin lo superó por dos golpes; finalmente terminando subcampeón. Una semana después, Rai derrotó a Tommy Fleetwood en un desempate para ganar el Aberdeen Standard Investments Scottish Open, un resultado que lo elevó al top 100 mundial por primera vez.
En agosto de 2021, Rai ingresó al Albertsons Boise Open como parte de las finales del Korn Ferry Tour para obtener una tarjeta del PGA Tour para la temporada 2021-22 . Mantuvo una ventaja de un golpe en el último hoyo del torneo, sin embargo, un doble bogey final lo vio caer a un empate en el segundo lugar, un golpe detrás de Greyson Sigg . El resultado fue lo suficientemente bueno para que Rai asegurara su tarjeta para la temporada siguiente. En la tercera ronda del Players Championship de 2023, Rai anotó un hoyo en uno en el característico green 17 de la isla.

## Victorias profesionales (6)

### Victorias en el Tour Europeo (2)
| Leyenda               |
| Serie Rolex (1)       |
| Otra gira europea (1) |

| N.º | Fecha                                     | Torneo                                           | Puntuación ganadora   | margen de <br /> victoria | Subcampeón          |
| --- | ----------------------------------------- | ------------------------------------------------ | --------------------- | ------------------------- | ------------------- |
| 1   | 25 de noviembre de 2018 (temporada 2019 ) | Honma Abierto de Hong Kong 1                     | −17 (65-61-68-69=263) | 1 golpe                   | Matthew Fitzpatrick |
| 2   | 4 de octubre de 2020                      | Aberdeen Standard Investments Abierto de Escocia | −11 (70-69-70-64=273) | Eliminatoria              | Tommy Fleetwood     |

1 Co-sancionado por el Asian Tour
Récord de playoffs del Tour Europeo (1-0)
| N.º | Año  | Torneo                                           | Adversario      | Resultado                            |
| --- | ---- | ------------------------------------------------ | --------------- | ------------------------------------ |
| 1   | 2020 | Aberdeen Standard Investments Abierto de Escocia | Tommy Fleetwood | Ganó con par en el primer hoyo extra |

### Victorias en el Challenge Tour (3)
| N.º | Fecha               | Torneo                               | Puntuación ganadora   | margen de <br /> victoria | Subcampeón         |
| --- | ------------------- | ------------------------------------ | --------------------- | ------------------------- | ------------------ |
| 1   | 26 de marzo de 2017 | Abierto Barclays de Kenia            | −17 (67-66-69-65=267) | 3 golpes                  | Adrien Saddier     |
| 2   | 21 de mayo de 2017  | Andalucía Costa del Sol Match Play 9 | 2 y 1                 | 2 y 1                     | Gavin Moynihan     |
| 3   | 23 de julio de 2017 | Desafío de golf Le Vaudreuil         | −18 (66-65-69-66=266) | 5 golpes                  | Morten Ørum Madsen |

### Victorias en el PGA EuroPro Tour (1)
| N.º | Fecha               | Torneo                 | Puntuación ganadora | margen de victoria | Subcampeón   |
| --- | ------------------- | ---------------------- | ------------------- | ------------------ | ------------ |
| 1   | 17 de julio de 2015 | Abierto de Glenfarclas | −8 (64-68-70=202)   | Eliminatoria       | Craig Hindon |

## Resultados en grandes campeonatos
| Torneo                    | 2017   | 2018 |
| ------------------------- | ------ | ---- |
| Masters Tournament        |        |      |
| Abierto de Estados Unidos | CORTAR |      |
| The Open Championship     |        |      |
| Campeonato de la PGA      |        |      |

| Torneo                    | 2019 | 2020 | 2021   | 2022   |
| ------------------------- | ---- | ---- | ------ | ------ |
| Masters Tournament        |      |      |        |        |
| Campeonato de la PGA      |      |      | CORTAR |        |
| Abierto de Estados Unidos |      |      |        |        |
| The Open Championship     |      | NT   | T19    | CORTAR |

     No ha jugadoCORTE = se perdió el corte a mitad de camino
NT = Sin torneo debido a la pandemia de COVID-19

## Resultados en The Players Championship
| Torneo                   | 2023 |
| ------------------------ | ---- |
| The Players Championship | T19  |

"T" indica un empate

## Resultados en Campeonatos Mundiales de Golf
| Torneo            | 2019 | 2020 | 2021 |
| ----------------- | ---- | ---- | ---- |
| Campeonato        | T51  |      | T18  |
| Juego de partidos |      | NT 1 |      |
| por invitación    | T12  |      | T26  |
| campeones         |      | NT 1 | NT 1 |

1 Cancelado debido a la pandemia de COVID-19
     No ha jugado
NT = Sin torneo"T" = Atado